# Dupla Sena
A Dupla Sena é uma modalidade de loteria criada e realizada pela Caixa Econômica Federal. O primeiro concurso foi realizado em 6 de novembro de 2001.

## Sorteios
A Dupla Sena é sorteada às terças, quintas e sábados, sempre às 20h.

## Apostas
O apostador escolhe de seis a quinze números, entre os 50 disponíveis no volante, e participa de dois sorteios por concurso. Se não acertar seis números no primeiro sorteio, pode ganhar no segundo. Nele, ganha se acertar três, quatro, cinco ou seis números. A aposta mínima é de seis números.

## Probabilidade de acerto
A possibilidade de acertar, fazendo a aposta mínima (6 números) é:
- 6 números: 1 chance em 15.890.700
- 5 números: 1 chance em 60.192
- 4 números: 1 chance em 1.120
- 3 números: 1 chance em 60

Fazendo a aposta máxima (15 números) a chance de acertar os 6 números é de 1 em 3.174.

## Prêmios
O prêmio bruto corresponde a 46% da arrecadação, já computado o adicional destinado ao Ministério do Esporte. Dessa percentagem, são distribuídos:
Para o primeiro sorteio:
- 30% entre os acertadores de 6 números;
- 10% entre os acertadores de 5 números;
- 8% entre os acertadores de 4 números;
- 4% entre os acertadores de 3 números.

Para o segundo sorteio:
- 11% são atribuídos entre os acertadores de 6 números;
- 9% entre os acertadores de 5 números;
- 8% entre os acertadores de 4 números;
- 4% entre os acertadores de 3 números.

16% ficam acumulados para a 1ª faixa do 1º sorteio (seis acertos) do próximo concurso especial de Páscoa.
Não havendo ganhador em qualquer faixa de premiação, os valores acumulam para o concurso seguinte, na faixa de 6 acertos do primeiro sorteio.

## Dupla Sena de Páscoa
O concurso especial chama-se Dupla Sena de Páscoa, realizado na época da Páscoa, onde o prêmio não acumula, isto é, se não houver ganhador com as 6 dezenas sorteados, leva quem acertar 5 dezenas.